# Seznam olympijských medailistů v jízdě na bobech
Jízda na bobech se na zimních olympijských hrách objevila poprvé už v roce 1924 v Chamonix. Od počátku soutěžili jen muži a to na čtyřbobu. V roce 1932 k němu přibyl i mužský dvojbob. Roku 1960 nebyla jízda na bobech zařazena do programu zimních olympijských her. Od roku 2002, kdy se zimní olympiáda konala v Salt Lake City, začali závodit na olympiádě i ženy a to na dvojbobech.

## Muži

### Dvojbob
- Do programu ZOH zařazena tato disciplína od roku 1932.
- V roce 1960 se na bobech na ZOH nejezdilo.

| Rok                             | Zlato                                                                                                 | Stříbro                                                                             | Bronz                                                                  |
| ------------------------------- | --- | ----------------------------------------------------------------------------------- | ---------------------------------------------------------------------- |
| ZOH 1932 Lake Placid            | Spojené státy americké (USA) · Hubert Stevens · Curtis Stevens                                        | Švýcarsko (SUI) · Reto Capadrutt · Oscar Geier                                      | Spojené státy americké (USA) · John Heaton · Robert Minton             |
| ZOH 1936 Garmisch-Partenkirchen | Spojené státy americké (USA) · Ivan Brown · Alan Washbond                                             | Švýcarsko (SUI) · Fritz Feierabend · Joseph Beerli                                  | Spojené státy americké (USA) · Gilbert Colgate · Richard Lawrence      |
| ZOH 1948 Svatý Mořic            | Švýcarsko (SUI) · Felix Endrich · Friedrich Waller                                                    | Švýcarsko (SUI) · Fritz Feierabend · Paul Eberhard                                  | Spojené státy americké (USA) · Frederick Fortune · Schuyler Carron     |
| ZOH 1952 Oslo                   | Německo (GER) · Andreas Ostler · Lorenz Nieberl                                                       | Spojené státy americké (USA) · Stanley Benham · Patrick Martin                      | Švýcarsko (SUI) · Fritz Feierabend · Stephan Waser                     |
| ZOH 1956 Cortina d'Ampezzo      | Itálie (ITA) · Lamberto Dalla Costa · Giacomo Conti                                                   | Itálie (ITA) · Eugenio Monti · Renzo Alverà                                         | Švýcarsko (SUI) · Max Angst · Harry Warburton                          |
| ZOH 1964 Innsbruck              | Velká Británie (GBR) · Anthony Nash · Robin Dixon                                                     | Itálie (ITA) · Sergio Zardini · Romano Bonagura                                     | Itálie (ITA) · Eugenio Monti · Sergio Siorpaes                         |
| ZOH 1968 Grenoble               | Itálie (ITA) · Eugenio Monti · Luciano de Paolis                                                      | Západní Německo (FRG) · Horst Floth · Pepi Bader                                    | Rumunsko (ROU) · Ion Panțuru · Nicolae Neagoe                          |
| ZOH 1972 Sapporo                | Západní Německo (FRG) · Wolfgang Zimmerer · Peter Utzschneider                                        | Západní Německo (FRG) · Horst Floth · Pepi Bader                                    | Švýcarsko (SUI) · Jean Wicki · Edy Hubacher                            |
| ZOH 1976 Innsbruck              | Německá demokratická republika (GDR) · Meinhard Nehmer · Bernhard Germeshausen                        | Západní Německo (FRG) · Wolfgang Zimmerer · Manfred Schumann                        | Švýcarsko (SUI) · Erich Schärer · Joseph Benz                          |
| ZOH 1980 Lake Placid            | Švýcarsko (SUI) · Erich Schärer · Joseph Benz                                                         | Německá demokratická republika (GDR) · Bernhard Germeshausen · Hans-Jürgen Gerhardt | Německá demokratická republika (GDR) · Meinhard Nehmer · Bogdan Musiol |
| ZOH 1984 Sarajevo               | Německá demokratická republika (GDR) · Wolfgang Hoppe · Dietmar Schauerhammer                         | Německá demokratická republika (GDR) · Bernhard Lehmann · Bogdan Musiol             | Sovětský svaz (URS) · Zintis Ekmanis · Vladimir Aleksandrov            |
| ZOH 1988 Calgary                | Sovětský svaz (URS) · Jānis Ķipurs · Vladimir Kozlov                                                  | Německá demokratická republika (GDR) · Wolfgang Hoppe · Bogdan Musiol               | Německá demokratická republika (GDR) · Bernhard Lehmann · Mario Hoyer  |
| ZOH 1992 Albertville            | Švýcarsko (SUI) · Gustav Weder · Donat Acklin                                                         | Německo (GER) · Rudolf Lochner · Markus Zimmermann                                  | Německo (GER) · Christoph Langen · Günther Eger                        |
| ZOH 1994 Lillehammer            | Švýcarsko (SUI) · Gustav Weder · Donat Acklin                                                         | Švýcarsko (SUI) · Reto Götschi · Guido Acklin                                       | Itálie (ITA) · Günther Huber · Stefano Ticci                           |
| ZOH 1998 Nagano                 | Kanada (CAN) · Pierre Lueders · David MacEachern Itálie (ITA) · Günther Huber · Antonio Tartaglia     | medaile neudělena                                                                   | Německo (GER) · Christoph Langen · Markus Zimmermann                   |
| ZOH 2002 Salt Lake City         | Německo (GER) · Christoph Langen · Markus Zimmermann                                                  | Švýcarsko (SUI) · Christian Reich · Steve Anderhub                                  | Švýcarsko (SUI) · Martin Annen · Beat Hefti                            |
| ZOH 2006 Turín                  | Německo (GER) · Kevin Kuske · André Lange                                                             | Kanada (CAN) · Pierre Lueders · Lascelles Brown                                     | Švýcarsko (SUI) · Martin Annen · Beat Hefti                            |
| ZOH 2010 Vancouver              | Německo (GER) · Kevin Kuske · André Lange                                                             | Německo (GER) · Thomas Florschütz · Richard Adjei                                   | Rusko (RUS) · Alexandr Zubkov · Alexej Vojevoda                        |
| ZOH 2014 Soči                   | Švýcarsko (SUI) · Beat Hefti · Alex Baumann                                                           | Spojené státy americké (USA) · Steven Holcomb · Steven Langton                      | Lotyšsko (LAT) · Oskars Melbārdis · Daumants Dreiskens                 |
| ZOH 2018 Pchjongčchang          | Kanada (CAN) · Justin Kripps · Alexander Kopacz Německo (GER) · Francesco Friedrich · Thorsten Margis | medaile neudělena                                                                   | Lotyšsko (LAT) · Oskars Melbārdis · Jānis Strenga                      |
| ZOH 2022 Peking                 | Německo (GER) · Francesco Friedrich · Thorsten Margis                                                 | Německo (GER) · Johannes Lochner · Florian Bauer                                    | Německo (GER) · Christoph Hafer · Matthias Sommer                      |

### Čtyřbob
- Do programu ZOH zařazena tato disciplína od roku 1924.
- V roce 1960 se na bobech na ZOH nejezdilo.

| Rok                             | Zlato | Stříbro | Bronz |
| ------------------------------- | --- | --- | --- |
| ZOH 1924 Chamonix               | Švýcarsko (SUI) · Eduard Scherrer · Alfred Neveu · Alfred Schläppi · Heinrich Schläppi                                | Velká Británie (GBR) · Ralph Broome · Thomas Arnold · Alexander Richardson · Rodney Soher                                                                    | Belgie (BEL) · Charles Mulder · René Mortiaux · Paul van den Broeck · Victor Verschueren · Henri Willems                                                          |
| ZOH 1928 Svatý Mořic            | Spojené státy americké (USA) · William Fiske · Nion Tocker · Geoffrey Mason · Clifford Gray · Richard Parke           | Spojené státy americké (USA) · Jennison Heaton · David Granger · Lyman Hine · Thomas Doe · Jay O'Brien                                                       | Německo (GER) · Hanns Kilian · Hans Hess · Sebastian Huber · Valentin Krempl · Hanns Nägle                                                                        |
| ZOH 1932 Lake Placid            | Spojené státy americké (USA) · William Fiske · Eddie Eagan · Clifford Gray · Jay O'Brien                              | Spojené státy americké (USA) · Henry Homburger · Percy Bryant · Paul Stevens · Edmund Horton                                                                 | Německo (GER) · Hans Mehlhorn · Max Ludwig · Hanns Kilian · Sebastian Huber                                                                                       |
| ZOH 1936 Garmisch-Partenkirchen | Švýcarsko (SUI) · Pierre Musy · Arnold Gartmann · Charles Bouvier · Joseph Beerli                                     | Švýcarsko (SUI) · Reto Capadrutt · Hans Aichele · Fritz Feierabend · Hans Bütikofer                                                                          | Velká Británie (GBR) · Frederick McEvoy · James Cardno · Guy Dugdale · Charles Green                                                                              |
| ZOH 1948 Svatý Mořic            | Spojené státy americké (USA) · Francis Tyler · Patrick Martin · Edward Rimkus · William D'Amico                       | Belgie (BEL) · Max Houben · Freddy Mansveld · Louis-Georges Niels · Jacques Mouvet                                                                           | Spojené státy americké (USA) · James Bickford · Thomas Hicks · Donald Dupree · William Dupree                                                                     |
| ZOH 1952 Oslo                   | Německo (GER) · Andreas Ostler · Friedrich Kuhn · Lorenz Nieberl · Franz Kemser                                       | Spojené státy americké (USA) · Stanley Benham · Patrick Martin · Howard Crossett · James Atkinson                                                            | Švýcarsko (SUI) · Fritz Feierabend · Albert Madörin · André Filippini · Stephan Waser                                                                             |
| ZOH 1956 Cortina d'Ampezzo      | Švýcarsko (SUI) · Franz Kapus · Gottfried Diener · Robert Alt · Heinrich Angst                                        | Itálie (ITA) · Eugenio Monti · Ulrico Girardi · Renzo Alverà · Renato Mocellini                                                                              | Spojené státy americké (USA) · Arthur Tyler · William Dodge · Charles Butler · James Lamy                                                                         |
| ZOH 1964 Innsbruck              | Kanada (CAN) · Vic Emery · Peter Kirby · Douglas Anakin · John Emery                                                  | Rakousko (AUT) · Erwin Thaler · Adolf Koxeder · Josef Nairz · Reinhold Durnthaler                                                                            | Itálie (ITA) · Eugenio Monti · Sergio Siorpaes · Benito Rigoni · Gildo Siorpaes                                                                                   |
| ZOH 1968 Grenoble               | Itálie (ITA) · Eugenio Monti · Luciano de Paolis · Roberto Zandonella · Mario Armano                                  | Rakousko (AUT) · Erwin Thaler · Reinhold Durnthaler · Herbert Gruber · Josef Eder                                                                            | Švýcarsko (SUI) · Jean Wicki · Hans Candrian · Willi Hofmann · Walter Graf                                                                                        |
| ZOH 1972 Sapporo                | Švýcarsko (SUI) · Jean Wicki · Edy Hubacher · Hans Leutenegger · Werner Camichel                                      | Itálie (ITA) · Nevio de Zordo · Gianni Bonichon · Adriano Frassinelli · Corrado dal Fabbro                                                                   | Západní Německo (FRG) · Wolfgang Zimmerer · Peter Utzschneider · Stefan Gaisreiter · Walter Steinbauer                                                            |
| ZOH 1976 Innsbruck              | Německá demokratická republika (GDR) · Meinhard Nehmer · Jochen Babock · Bernhard Germeshausen · Bernhard Lehmann     | Švýcarsko (SUI) · Erich Schärer · Ulrich Bächli · Rudolf Marti · Joseph Benz                                                                                 | Západní Německo (FRG) · Wolfgang Zimmerer · Peter Utzschneider · Bodo Bittner · Manfred Schumann                                                                  |
| ZOH 1980 Lake Placid            | Německá demokratická republika (GDR) · Meinhard Nehmer · Bogdan Musiol · Bernhard Germeshausen · Hans-Jürgen Gerhardt | Švýcarsko (SUI) · Erich Schärer · Ulrich Bächli · Rudolf Marti · Joseph Benz                                                                                 | Německá demokratická republika (GDR) · Horst Schönau · Roland Wetzig · Detlef Richter · Andreas Kirchner                                                          |
| ZOH 1984 Sarajevo               | Německá demokratická republika (GDR) · Wolfgang Hoppe · Roland Wetzig · Dietmar Schauerhammer · Andreas Kirchner      | Německá demokratická republika (GDR) · Bernhard Lehmann · Bogdan Musiol · Ingo Voge · Eberhard Weise                                                         | Švýcarsko (SUI) · Silvio Giobellina · Heinz Stettler · Urs Salzmann · Rico Freiermuth                                                                             |
| ZOH 1988 Calgary                | Švýcarsko (SUI) · Ekkehard Fasser · Kurt Meier · Marcel Fässler · Werner Stocker                                      | Německá demokratická republika (GDR) · Wolfgang Hoppe · Dietmar Schauerhammer · Bogdan Musiol · Ingo Voge                                                    | Sovětský svaz (URS) · Jānis Ķipurs · Guntis Osis · Juris Tone · Vladimir Kozlov                                                                                   |
| ZOH 1992 Albertville            | Rakousko (AUT) · Ingo Appelt · Harald Winkler · Gerhard Haidacher · Thomas Schroll                                    | Německo (GER) · Wolfgang Hoppe · Bogdan Musiol · Axel Kühn · Rene Hannemann                                                                                  | Švýcarsko (SUI) · Gustav Weder · Donat Acklin · Lorenz Schindelholz · Curdin Morell                                                                               |
| ZOH 1994 Lillehammer            | Německo (GER) · Harald Czudaj · Karsten Brannasch · Olaf Hampel · Alexander Szelig                                    | Švýcarsko (SUI) · Gustav Weder · Donat Acklin · Kurt Meier · Domenico Semeraro                                                                               | Německo (GER) · Wolfgang Hoppe · Ulf Hielscher · Rene Hannemann · Carsten Embach                                                                                  |
| ZOH 1998 Nagano                 | Německo (GER) · Christoph Langen · Markus Zimmermann · Marco Jakobs · Olaf Hampel                                     | Švýcarsko (SUI) · Marcel Rohner · Markus Nüssli · Markus Wasser · Beat Seitz                                                                                 | Francie (FRA) · Bruno Mingeon · Emmanuel Hostache · Éric Le Chanony · Max Robert Velká Británie (GBR) · Sean Olsson · Dean Ward · Courtney Rumbolt · Paul Attwood |
| ZOH 2002 Salt Lake City         | Německo (GER) · André Lange · Enrico Kühn · Kevin Kuske · Carsten Embach                                              | Spojené státy americké (USA) · Todd Hays · Randy Jones · Bill Schuffenhauer · Garrett Hines                                                                  | Spojené státy americké (USA) · Brian Shimer · Mike Kohn · Doug Sharp · Dan Steele                                                                                 |
| ZOH 2006 Turín                  | Německo (GER) · André Lange · Kevin Kuske · René Hoppe · Martin Putze                                                 | Rusko (RUS) · Alexej Vojevoda · Alexej Seliverstov · Filipp Jegorov · Alexandr Zubkov                                                                        | Švýcarsko (SUI) · Martin Annen · Cedric Grand · Thomas Lamparter · Beat Hefti                                                                                     |
| ZOH 2010 Vancouver              | Spojené státy americké (USA) · Steven Holcomb · Steve Mesler · Curtis Tomasevicz · Justin Olsen                       | Německo (GER) · André Lange · Kevin Kuske · Alexander Rödiger · Martin Putze                                                                                 | Kanada (CAN) · Lyndon Rush · David Bissett · Lascelles Brown · Chris Le Bihan                                                                                     |
| ZOH 2014 Soči                   | Lotyšsko (LAT) · Oskars Melbārdis · Arvis Vilkaste · Daumants Dreiškens · Jānis Strenga                               | Spojené státy americké (USA) · Steven Holcomb · Steven Langton · Curtis Tomasevicz · Christopher Fogt                                                        | Velká Británie (GBR) · John James Jackson · Stuart Benson · Bruce Tasker · Joel Fearon                                                                            |
| ZOH 2018 Pchjongčchang          | Německo (GER) · Francesco Friedrich · Candy Bauer · Martin Grothkopp · Thorsten Margis                                | Německo (GER) · Nico Walther · Kevin Kuske · Alexander Rödiger · Eric Franke Jižní Korea (KOR) · Won Yun-jong · Jun Jung-lin · Seo Young-woo · Kim Dong-hyun | medaile neudělena |
| ZOH 2022 Peking                 | Německo (GER) · Francesco Friedrich · Thorsten Margis · Candy Bauer · Alexander Schüller                              | Německo (GER) · Johannes Lochner · Florian Bauer · Christopher Weber · Christian Rasp                                                                        | Kanada (CAN) · Justin Kripps · Ryan Sommer · Cam Stones · Ben Coakwell                                                                                            |

## Ženy

### Monobob (ženy)
- Do programu ZOH zařazena tato disciplína od roku 2022.

| Rok             | Zlato                                               | Stříbro                                        | Bronz                                |
| --------------- | --------------------------------------------------- | ---------------------------------------------- | ------------------------------------ |
| ZOH 2022 Peking | Kaillie Humphriesová · Spojené státy americké (USA) | Elana Meyersová · Spojené státy americké (USA) | Christine de Bruinová · Kanada (CAN) |

### Dvojbob (ženy)
- Do programu ZOH zařazena tato disciplína od roku 2002.

| Rok                     | Zlato                                                                        | Stříbro                                                               | Bronz                                                               |
| ----------------------- | ---------------------------------------------------------------------------- | --------------------------------------------------------------------- | ------------------------------------------------------------------- |
| ZOH 2002 Salt Lake City | Spojené státy americké (USA) · Jill Bakkenová · Vonetta Flowersová           | Německo (GER) · Sandra Prokoff-Kiriasisová · Ulrike Holznerová        | Německo (GER) · Susi Erdmannová · Nicole Herschmannová              |
| ZOH 2006 Turín          | Německo (GER) · Sandra Prokoff-Kiriasisová · Anja Schneiderheinze-Stöckelová | Spojené státy americké (USA) · Shauna Rohbocková · Valerie Flemingová | Itálie (ITA) · Gerda Weissensteinerová · Jennifer Isaccová          |
| ZOH 2010 Vancouver      | Kanada (CAN) · Kaillie Humphriesová · Heather Moyseová                       | Kanada (CAN) · Helen Uppertonová · Shelley-Ann Brownová               | Spojené státy americké (USA) · Erin Pacová · Elana Meyersová        |
| ZOH 2014 Soči           | Kanada (CAN) · Kaillie Humphriesová · Heather Moyseová                       | Spojené státy americké (USA) · Elana Meyersová · Lauryn Williamsová   | Spojené státy americké (USA) · Jamie Greubelová · Aja Evansová      |
| ZOH 2018 Pchjongčchang  | Německo (GER) · Mariama Jamankaová · Lisa Buckwitzová                        | Spojené státy americké (USA) · Elana Meyersová · Lauren Gibbsová      | Kanada (CAN) · Kaillie Humphriesová · Phylicia Georgeová            |
| ZOH 2022 Peking         | Německo (GER) · Laura Nolte · Deborah Levi                                   | Německo (GER) · Mariama Jamankaová · Alexandra Burghardt              | Spojené státy americké (USA) · Elana Meyers Taylor · Sylvia Hoffman |